# Cherith Baldry
Cherith Baldry (Lancaster, 21 januari 1947) is de schrijfster van onder meer de boekenreeks Warrior Cats. Ze woont in de Verenigde Staten en maakt deel uit van het schrijverscollectief Erin Hunter. Ze studeerde aan de Universiteit van Oxford.
- Gemeinsame Normdatei: 113717849
- International Standard Name Identifier: 0000 0001 0777 9756
- Library of Congress Control Number: n91023591
- Nationale Bibliotheek van Tsjechië: jo2007416108
- Virtual International Authority File: 17907668
- WorldCat: E39PBJtCB7cHxBTB6y7ym3PvpP